# Xixianykus
Xixianykus – rodzaj teropoda z rodziny alwarezaurów (Alvarezsauridae) żyjącego w późnej kredzie na obecnych terenach Azji. Został opisany w 2010 roku przez Xu Xinga i współpracowników w oparciu o niekompletny szkielet pozaczaszkowy obejmujący pięć tylnych kręgów tułowiowych, kompletne synsakrum, dwa przednie kręgi ogonowe, kilka żeber oraz gastraliów, obie kości biodrowe prawa kość łonowa i kulszowa oraz większa część prawej kończyny tylnej (XMDFEC V0011).
Skamieniałości te odkryto w górnokredowych osadach formacji Majiacun w powiecie Xixia w chińskiej prowincji Henan. Wiek pokładów, z których pochodzą szczątki, na podstawie skamieniałości roślin i bezkręgowców datowany jest na koniak lub santon. Kręgi krzyżowe holotypu są ze sobą połączone, tworząc synsakrum, na wpół skostniałe ze sobą oraz z piszczelą są kości skokowa i piętowa, a dystalne kości stępu z kośćmi śródstopia, tworząc tarsometatarsus. Cechy te sugerują, że w chwili śmierci holotyp był bliski dorosłości, jednak szwy obecne na większości dobrze zachowanych dowodzą, że zginął przed osiągnięciem maksymalnych rozmiarów. Kość udowa mierzy 70,1 mm długości, co sugeruje, że Xixianykus był jednym z najmniejszych nieptasich dinozaurów. Proporcje kończyn tylnych oraz kilka innych cech osteologicznych sugerują, że był on przystosowany do szybkiego biegania. Według analizy filogenetycznej przeprowadzonej przez Xu i współpracowników Xixianykus to zaawansowany przedstawiciel Alvarezsauridae, należący do grupy Parvicursorinae. Prawdopodobnie był bliżej spokrewniony z formami azjatyckimi niż północnoamerykańskimi. Niektóre plezjomorfie wskazują, że był bazalny w stosunku do innych przedstawicieli Parvicursorinae, stanowiąc takson siostrzany kladu obejmującego parwikursora, mononyka, szuwuję oraz „alwarezaura z Tugriken Shireh”.
Nazwa Xixianykus pochodzi od powiatu Xixia, w którym odnaleziono holotyp, oraz greckiego słowa onyx („pazur”), zaś nazwa gatunkowa gatunku typowego, zhangi, honoruje chińskiego paleontologa Zhanga Wentanga.

Porównanie wielkości